# Batalha de Shenkursk
Batalha de Shenkursk foi uma grande batalha da Guerra Civil Russa em janeiro de 1919. Após a derrota bolchevique na Batalha de Tulgas, a próxima ação ofensiva do Exército Vermelho seria contra a guarnição aliada de Shenkursk; localizada no rio Vaga. As forças aliadas em Shenkursk e nas aldeias circundantes incluíram homens principalmente dos Estados Unidos e do Reino Unido com o apoio dos russos brancos. A batalha terminou com uma retirada aliada de Shenkursk à frente de um exército bolchevique superior.

## Batalha
Companhia A, do Exército dos Estados Unidos 339ª Infantaria compõem a maior parte das forças aliadas que protegem o rio Vaga. O capitão americano Otto "Viking" Odjard estava no comando de cerca de 200 homens do 339º e 900 soldados britânicos e brancos russos. A sede de Odjard ficava em Shenkursk, embora a maioria dos americanos, incluindo uma seção de artilharia de campo composta por dois de três polegadas de 18 quilos, foram posicionados na vila vizinha de Vysokaya Gora. Uma pequena força de quarenta e sete americanos, sob o comando do Tenente Harry Mead, estava estacionada a 18 milhas ao sul de Shenkursk na vila de Nizhnyaya Gora. 800 metros a leste de Nizhnyaya Gora, uma companhia de cossacos russos brancos estavam estacionados na vila de Ust Padenga.

### Nizhnyaya Gora
Na madrugada de 19 de janeiro, a artilharia bolchevique escondida abriu "um bombardeio terrível" em Nizhnyaya Gora. Depois de uma hora o bombardeio cessou e aproximadamente 1.000 bolcheviques arroceram a aldeia com baionetas fixas. Tenente Meade sabia que ele teria que recuar; ele telefonou para o capitão Odjard para alertá-lo. Odjard ordenou que Meade colocasse fogo o máximo possível, e prometeu que a seção de artilharia cobriria a retirada de Nizhnyaya Gora. Os americanos abriram fogo enquanto os bolcheviques se aproximavam. Um pelotão de cossacos chegou de Ust Padenga, mas seu oficial foi ferido e eles rapidamente recuaram. Finalmente, Meade ordenou a retirada, apenas para descobrir que a rua principal da vila estava coberta por tiros de metralhadora inimiga, então usá-los significava morte certa. Meade mais tarde escreveu: "Para nos retirar, fomos obrigados a marchar para o lado desta colina, através de um vale aberto cerca de 800 metros ou mais na terrível neve, e sob o fogo direto do inimigo. Não havia tal coisa como cobertura, para este vale da morte era uma planície perfeitamente aberta, cintura profunda na neve. Correr era impossível, parar era pior ainda e assim nada restou a não ser mergulhar e mergulhar através da neve em desespero louco, com uma oração em nossos lábios para ganhar a borda de nossas posições fortificadas. Um por um, homem após homem caiu ferido ou morto na neve, ou para morrer de ferimentos graves ou exposição terrível." Os americanos não têm apoio de artilharia como eles recuaram; os atiradores russos brancos tinham abandonado seus postos, e quando o Capitão Odjard os forçou de volta ao ponto da pistola, era tarde demais para dar apoio às tropas de meade.

### Vysokaya Gora
Apenas sete homens dos quarenta e sete homens chegaram a Vsyokaya Gora, incluindo Meade. Os bolcheviques não continuaram imediatamente o ataque, permitindo que os americanos recuperassem muitos de seus feridos. À noite, apenas 19 americanos estavam desaparecidos, e seis deles eram conhecidos por estarem mortos. Mais dois americanos apareceram naquela noite, tendo se escondido em uma casa de madeira russa por várias horas antes de passar pelos bolcheviques. Também naquela noite, o Tenente Douglas Winslow chegou de Shenkursk com homens da Artilharia de Campo Canadense, para assumir as duas armas de três polegadas dos russos brancos que fugiram da batalha mais cedo. A empresa cossaco retirou-se de Ust Padenga para Vsyokaya Gora, conseguindo fazê-lo sem alertar os bolcheviques. Nos três dias seguintes, os americanos em desvantagem mantiveram Vysokaya Gora contra repetidos ataques de um inimigo que agora contava com mais de 3.000 homens. A luta tomou a forma de um esquiador pesado.